# Viessoix
Viessoix település Franciaországban, Calvados megyében. Lakosainak száma 789 fő (2018. január 1.). Viessoix Bernières-le-Patry, Burcy, Chênedollé, Roullours, Truttemer-le-Grand és Vaudry községekkel határos.

## Népesség
A település népessége az elmúlt években az alábbi módon változott:
| Lakosok száma | 571  | 543  | 600  | 635  | 614  | 756  | 825  | 832  | 803  | 789  |
|               | 1962 | 1968 | 1982 | 1990 | 1999 | 2008 | 2011 | 2013 | 2017 | 2018 |